# Ермишин, Козьма Козьмич
Козьма́ Козьми́ч Ерми́шин (1912—1943) — майор Рабоче-крестьянской Красной армии, участник Великой Отечественной войны, Герой Советского Союза (1943).

## Биография
Козьма Ермишин родился в 1912 году в село Хреновое (ныне — Бобровский район Воронежской области). После окончания Бобровского педагогического техникума работал в политотделе Бобровского конного завода. В октябре 1935 года Ермишин был призван на службу в Рабоче-крестьянскую Красную армию. Окончил военно-политическое училище. Участвовал в советско-финской войне. С начала Великой Отечественной войны — на её фронтах. К сентябрю 1943 года майор Козьма Ермишин был заместителем по политической части командира 35-го стрелкового полка 30-й стрелковой дивизии 47-й армии Воронежского фронта. Отличился во время битвы за Днепр.
25 сентября 1943 года Ермишин в составе батальона переправился через Днепр в районе села Студенец Каневского района Киевской области (ныне — Черкасской области) Украинской ССР и руководил его действиями по захвату и удержанию плацдарма на западном берегу реки, нанеся противнику большие потери. Ермишин всегда находился на передовой, неоднократно поднимал бойцов в атаку. 2 октября 1943 года он погиб в бою. Похоронен в братской могиле в селе Гельмязов Золотоношского района Черкасской области Украины.
Указом Президиума Верховного Совета СССР от 25 октября 1943 года за «образцовое выполнение боевых заданий командования на фронте борьбы с немецкими захватчиками и проявленные при этом мужество и героизм» майор Козьма Ермишин посмертно был удостоен высокого звания Героя Советского Союза. Также был награждён орденами Ленина и Красной Звезды.